# Sebastian Chitoșcă
Sebastian Gabriel Chitoșcă (sinh ngày 2 tháng 10 năm 1992) là một cầu thủ bóng đá người România thi đấu ở vị trí tiền vệ chạy cánh cho Botoșani.

## Sự nghiệp quốc tế
Chitoșcă được chọn vào đội hình của România tham dự Giải vô địch bóng đá U-19 châu Âu 2011, diễn ra trên chính quê hương anh. Anh có màn ra mắt cho cho đội bóng trong giải đấu vào ngày 20 tháng 7 năm 2011 trong trận đấu trước Hy Lạp.

## Thống kê sự nghiệp

### Câu lạc bộ
| Câu lạc bộ            | Mùa giải            | Giải vô địch | Giải vô địch | Cúp     | Cúp       | Cúp Liên đoàn | Cúp Liên đoàn | Châu Âu | Châu Âu   | Khác    | Khác      | Tổng cộng | Tổng cộng | Tổng cộng |
| Câu lạc bộ            | Mùa giải            | Số trận      | Bàn thắng    | Số trận | Bàn thắng | Số trận       | Bàn thắng     | Số trận | Bàn thắng | Số trận | Bàn thắng | Số trận   | Bàn thắng |           |
| --------------------- | ------------------- | ------------ | ------------ | ------- | --------- | ------------- | ------------- | ------- | --------- | ------- | --------- | --------- | --------- | --------- |
| Ceahlăul Piatra Neamț | 2010–11             | 15           | 0            | 0       | 0         | –             | –             | –       | –         | –       | –         | 15        | 0         |           |
| Ceahlăul Piatra Neamț | 2011–12             | 7            | 0            | 0       | 0         | –             | –             | –       | –         | –       | –         | 7         | 0         |           |
| Ceahlăul Piatra Neamț | 2012–13             | 2            | 0            | 0       | 0         | –             | –             | –       | –         | –       | –         | 2         | 0         |           |
| Ceahlăul Piatra Neamț | 2013–14             | 27           | 2            | 1       | 0         | –             | –             | –       | –         | –       | –         | 28        | 2         |           |
| Ceahlăul Piatra Neamț | 2014–15             | 30           | 0            | 1       | 0         | 1             | 0             | –       | –         | –       | –         | 32        | 0         |           |
| Ceahlăul Piatra Neamț | 2015–16             | 10           | 2            | 0       | 0         | –             | –             | –       | –         | –       | –         | 10        | 2         |           |
| Tổng cộng             | Tổng cộng           | 91           | 4            | 2       | 0         | 1             | 0             | –       | –         | –       | –         | 94        | 4         |           |
| Voluntari (mượn)      | 2015–16             | 4            | 0            | –       | –         | –             | –             | –       | –         | –       | –         | 4         | 0         |           |
| Tổng cộng             | Tổng cộng           | 4            | 0            | –       | –         | –             | –             | –       | –         | –       | –         | 4         | 0         |           |
| Steaua București      | 2016–17             | 0            | 0            | 1       | 0         | 0             | 0             | 0       | 0         | –       | –         | 1         | 0         |           |
| Tổng cộng             | Tổng cộng           | 0            | 0            | 1       | 0         | 0             | 0             | 0       | 0         | –       | –         | 1         | 0         |           |
| Steaua II București   | 2016–17             | 9            | 2            | –       | –         | –             | –             | –       | –         | –       | –         | 9         | 2         |           |
| Tổng cộng             | Tổng cộng           | 9            | 2            | –       | –         | –             | –             | –       | –         | –       | –         | 9         | 2         |           |
| Brașov                | 2016–17             | 7            | 2            | –       | –         | –             | –             | –       | –         | –       | –         | 7         | 2         |           |
| Tổng cộng             | Tổng cộng           | 7            | 2            | –       | –         | –             | –             | –       | –         | –       | –         | 7         | 2         |           |
| Botoșani              | 2017–18             | 0            | 0            | 0       | 0         | –             | –             | –       | –         | –       | –         | 0         | 0         |           |
| Tổng cộng             | Tổng cộng           | 0            | 0            | 0       | 0         | –             | –             | –       | –         | –       | –         | 0         | 0         |           |
| Tổng cộng sự nghiệp   | Tổng cộng sự nghiệp | 111          | 8            | 3       | 0         | 1             | 0             | –       | –         | –       | –         | 115       | 8         |           |

Thống kê chính xác đến trận đấu diễn ra ngày 29 tháng 5, 2017